# Nordiska mästerskapen i brottning 1972
Nordiska mästerskapen i brottning 1972 hölls den 13 april 1972 i Oslo i Norge. Det var den 15:e upplagan av tävlingen.

## Medaljtabell
*   Värdland ( Norge)
| Nr                  | Nation              | Guld | Silver | Brons | Totalt |
| ------------------- | ------------------- | ---- | ------ | ----- | ------ |
| 1                   | Sverige             | 5    | 2      | 2     | 9      |
| 2                   | Norge*              | 3    | 3      | 2     | 8      |
| 3                   | Finland             | 2    | 5      | 1     | 8      |
| 4                   | Danmark             | 0    | 0      | 5     | 5      |
| Totalt (4 nationer) | Totalt (4 nationer) | 10   | 10     | 10    | 30     |

## Resultat

### Grekisk-romersk stil
| Gren    | Guld             | Silver             | Brons                 |
| 48 kg   | Lennart Svensson | Markku Lesell      | Henning Holte         |
| 52 kg   | Kjell Fernström  | Trond Martiniussen | Arvo Ranta            |
| 57 kg   | Pertti Ukkola    | Harald Hervig      | Rolf Andersson        |
| 63 kg   | Eero Suiletto    | Roland Svensson    | Øistein Davidsen      |
| 68 kg   | Lars-Erik Skiöld | Jorma Jouperi      | Poul E. Henriksen     |
| 74 kg   | Janne Karlsson   | Heikki Julmala     | Willy Olsen           |
| 82 kg   | Jan Kårström     | Harald Barlie      | John V. Pedersen      |
| 90 kg   | Håkon Øverby     | Keijo Manni        | Flemming Kosakewitsch |
| 100 kg  | Tore Hem         | Kent Johansson     | Svend Erik Studsgaard |
| +100 kg | Einar Gundersen  | Jussi Mäki-Hukkala | Arne Robertsson       |